# سیارک ۱۳۷۷۵
سیارک ۱۳۷۷۵ (به انگلیسی: 13775 Thebault، نامگذاری:1998TL32) سیزده هزار و هفتصد و هفتاد و پنجمین سیارک کشف شده‌است که در ۱۱ اکتبر ۱۹۹۸ کشف شد.
قدر مطلق سیارک برابر ۲۳.۴ است.